# Бахмутская провинция
Бахмутская провинция или Северная провинция Азовской губернии — одна из провинций Российской империи, центр — город Бахмут.

## История
Бахмутская провинция была образована из ландратских долей в составе Азовской губернии по указу Петра I «Об устройстве губерний и об определении в оныя правителей» в 1719 году. В состав провинции был включён город Бахмут, а также «городки и слободы»: Боровский, Краснянский, Новый Айдар, Рай Городок, Старый Айдар, Сухарев и Ямполь.
В результате подавления Петром I в 1707—1708 годах восстания донских казаков под предводительством Кондратия Булавина, на территории большой Бахмутской провинции оказалась в то время и наибольшая часть не имеющей определённых границ Земли Донских казаков.
В 1725 году Азовская губерния, куда входила Бахмутская провинция, была переименована в Воронежскую губернию.
В 1753—1764 годах на территории Бахмутской провинции Воронежской губернии существовала автономная область западных военных переселенцев — Славяносербия.
К концу 1760-х годов территория большой Бахмутской провинции была выделена из первой Воронежской губернии и разделена между вновь созданной Слободско-Украинской губернией, выделенной на некоторое время и не имеющей определённых границ Землёй Донских казаков, и остатком Бахмутской провинции во вновь созданной Новороссийской губернии.
До 1775 года остаток Бахмутской провинции, как остаток от Славяносербии, существовал в составе Новороссийской губернии. Сам город Бахмут был приписан к Екатерининской провинции Новороссийской губернии.
В 1775 году была вновь создана Азовская губерния. В её состав из Новороссийской губернии был передан остаток Бахмутской провинции. Однако уже в ноябре 1775 года деление губерний на провинции было отменено, и земли упразднённой Бахмутской провинции оставались в Азовской губернии до новой административной реформы Екатерины II 1779 года и утверждения Бахмутского уезда.